# Villa Möbius
Villa Möbius är ett större enfamiljshus i Het Gooi utanför Utrecht i Nederländerna, i kommunen Gooise Meren. Byggnaden uppfördes mellan 1993 och 1998 och ritades av arkitekterna Ben van Berkel och Caroline Bos i dekonstruktivistisk stil.
Arkitekturen sägs ha hämtat inspiration från det ensidiga Möbiusbandet, och inkluderar en komplex planlösning med rum som överlappar varandra i olika nivåer, med sammanlänkande, diagonala korridorer och trappor. Dessa kommunikationsstråk löper genom byggnaden i form av en åtta i plan och korsar sig själv mitt i huset. Exteriören är stundtals minimalistisk och sparsmakad med stora, släta fasader och insynsskyddande murar i grå betong. I kontrast till detta är fönsteröppningarna oregelbundna och komplexa, liksom de olika byggnadsvolymerna som skjuter fram och överkragar de slutna ytorna i bottenplanet. Byggnaden står mitt på en gräsbevuxen tomt och omges av ädellövskog.
Villa Möbius blev i samband med byggnadens uppförande mycket uppmärksammad för det innovativa sättet att behandla rumsflöden och kommunikationsstråk. Den blev genombrottet för van Berkel och Bos, som strax efter uppförandet startade arkitektkontoret UNStudio. Byggnaden anses av många som en av 1990-talets mest inflytelserika byggnader.